# Pablo Llort Anglés
Pablo Llort Anglés (Sarreal, Tarragona, 1873 – Quezaltepeque, 1932) fue un inmigrante catalán que desempeñó un papel destacado en el desarrollo del comercio ferretero en Quezaltepeque. Además, ejerció como alcalde de la ciudad, contribuyendo significativamente a su crecimiento y modernización.

## Antecedentes
La primera ola de inmigración catalana a El Salvador fue liderada por Martin Llach Piferrer y su esposa Francisca Capdevila Bosch, a quienes se sumó José Sagrera y Garriga. Sagrera fundó la primera ferretería del país en 1873 conocida como Ferretería Sagrera, ubicada en el portal nororiental frente al parque Libertad.
A estas dos familias catalanas se unieron muchas otras familias catalanas, entre ellas las familias Andreu, Aymá, Bou, Clará, Domenech, Duke, Llort, Mateu, Molins, Panadés, Poma, Sagarra, Saprissa, Vidrí, entre otros inmigrantes. 

## Biografía
Pablo Llort Anglés, un joven catalán de 13 años, llegó a El Salvador en solitario en 1885 pero un año después, en 1886, fue repatriado a España por su gobierno. Regresó en 1895 y volvió a trabajar en la Ferretería Sagrera.
En 1897 se estableció en Quezaltepeque y fundó su propio negocio, llamado "Ferretería Pablo Llort", importando y suministrando artículos de ferretería a los mercaderes que llegaban con trenes de mulas desde Santa Ana, Chalatenango y Nuevo Ocotepeque de Honduras para intercambiar productos como sal, harina, manta, aceite y productos artesanales. 
En 1907 se casó con la quezalteca Maria Cruz Escalante Arana, cuyo matrimonio duró hasta el fallecimiento del señor Llort.

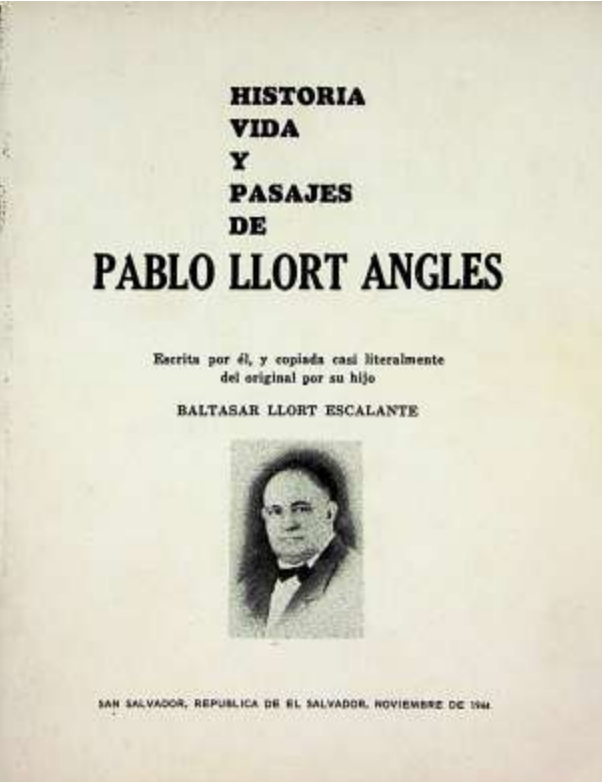
Biografia de Pablo Llort Anglés, tomo disponible en la Academia Salvadoreña de la Historia

## Gestión Municipal
Posteriormente, Pablo Llort Anglés fue electo como alcalde municipal de Quezaltepeque.
Durante su administración, en el año 1912, se llevaron a cabo importantes obras de infraestructura y desarrollo urbano. Ese año se construyó el matadero de ganado mayor y menor, el cual fue inaugurado el 12 de septiembre con un costo total de 2,980.25 dólares. Asimismo, se edificó un puente de madera sobre cimientos de cal y canto para facilitar el tránsito hacia el cantón Santa Rosa, y se completó la construcción de un parque frente al cabildo municipal.
Otra de las iniciativas destacadas de su gestión fue la introducción del servicio de agua potable desde la fuente de Poluncuilo. Para ello, se adquirieron 1,300 yardas de tubería en el extranjero, con un costo total de compra e instalación de 1,774.13 dólares.
También en septiembre de 1912 el alcalde Llort fundó la Banda municipal de la ciudad Municipal de Quezaltepeque y la Escuela de Música de la ciudad, de Quezaltepeque, ambas instituciones sostenidas por la municipalidad y cuyos reglamentos de funcionamiento de estas entidades fueron aprobados por el gobierno del presidente Manuel Enrique Araujo en el 6 y 16 de noviembre del mismo año respectivamente.
Cabe destacar que Pablo Llort Anglés, además de su labor como servidor público y empresario, fue padre de Baltazar Llort, el fundador de los Comandos de Salvamento de El Salvador y abuelo del reconocido artista salvadoreño Fernando Llort y del pintor Salvador Llort. 

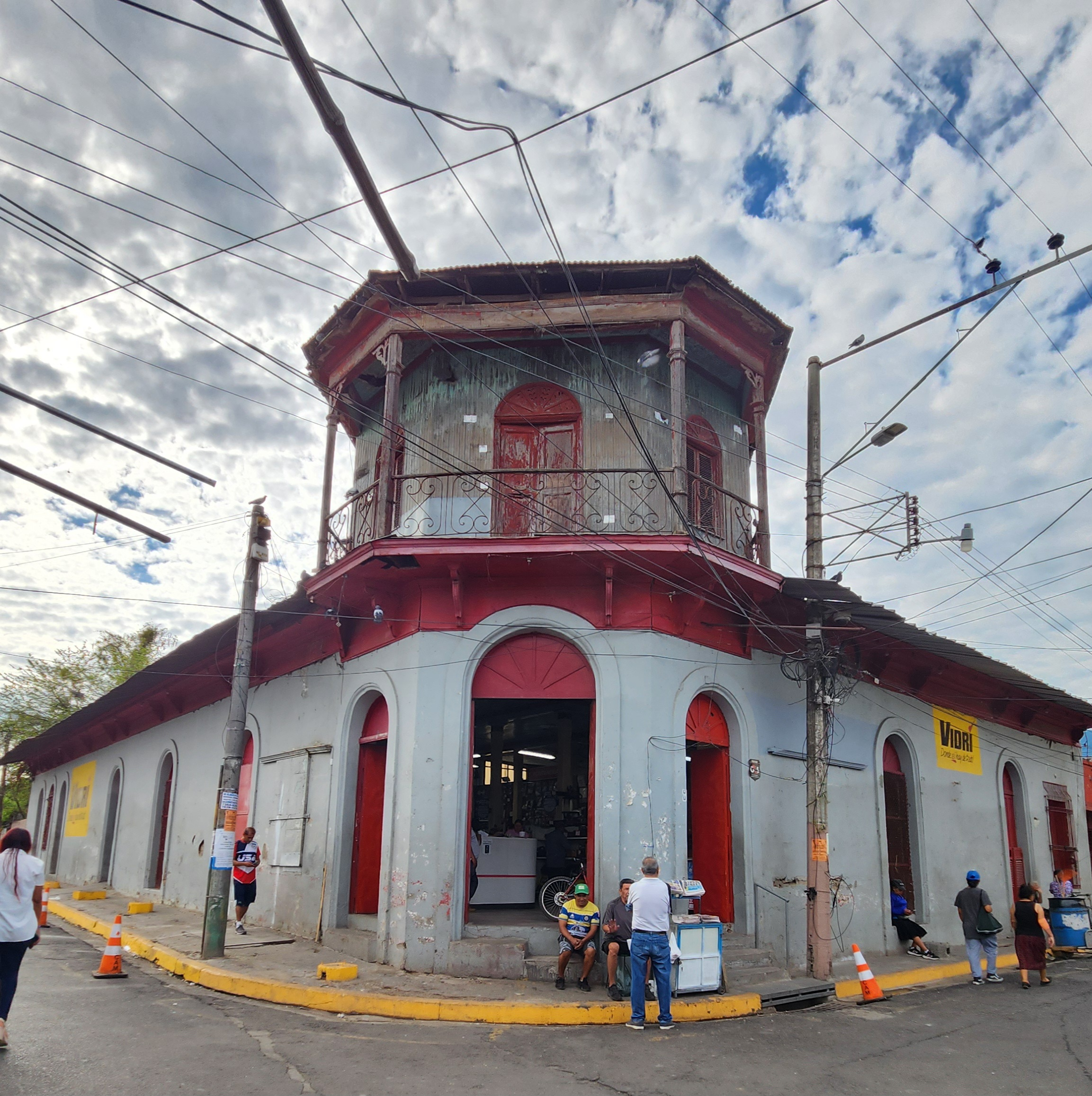
Lugar de residencia de la familia Llort en Quezaltepeque 1895 y actualmente un negocio privado
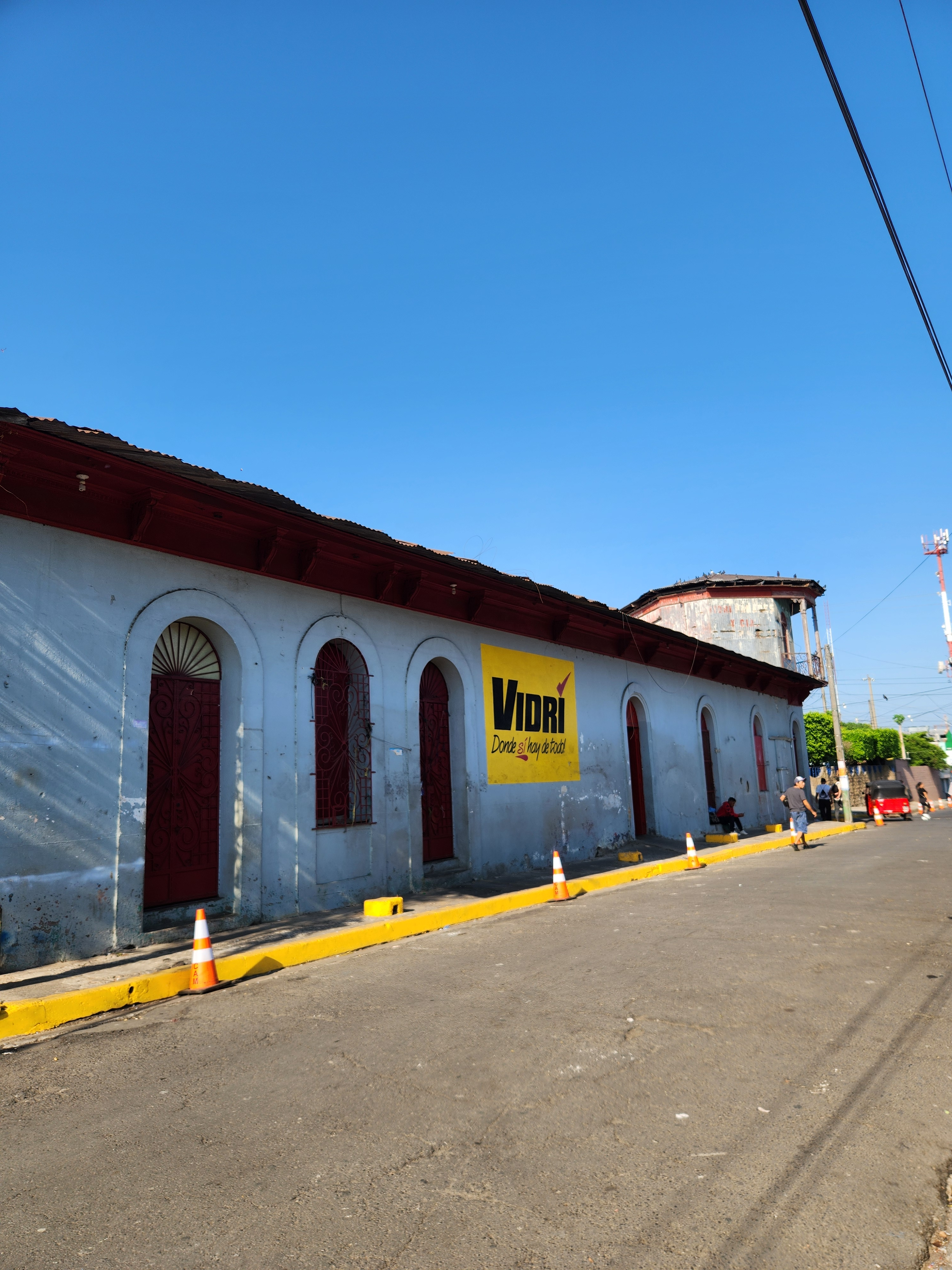
Edificio Llort en Quezaltepeque y actualmente protegido por la municipalidad.
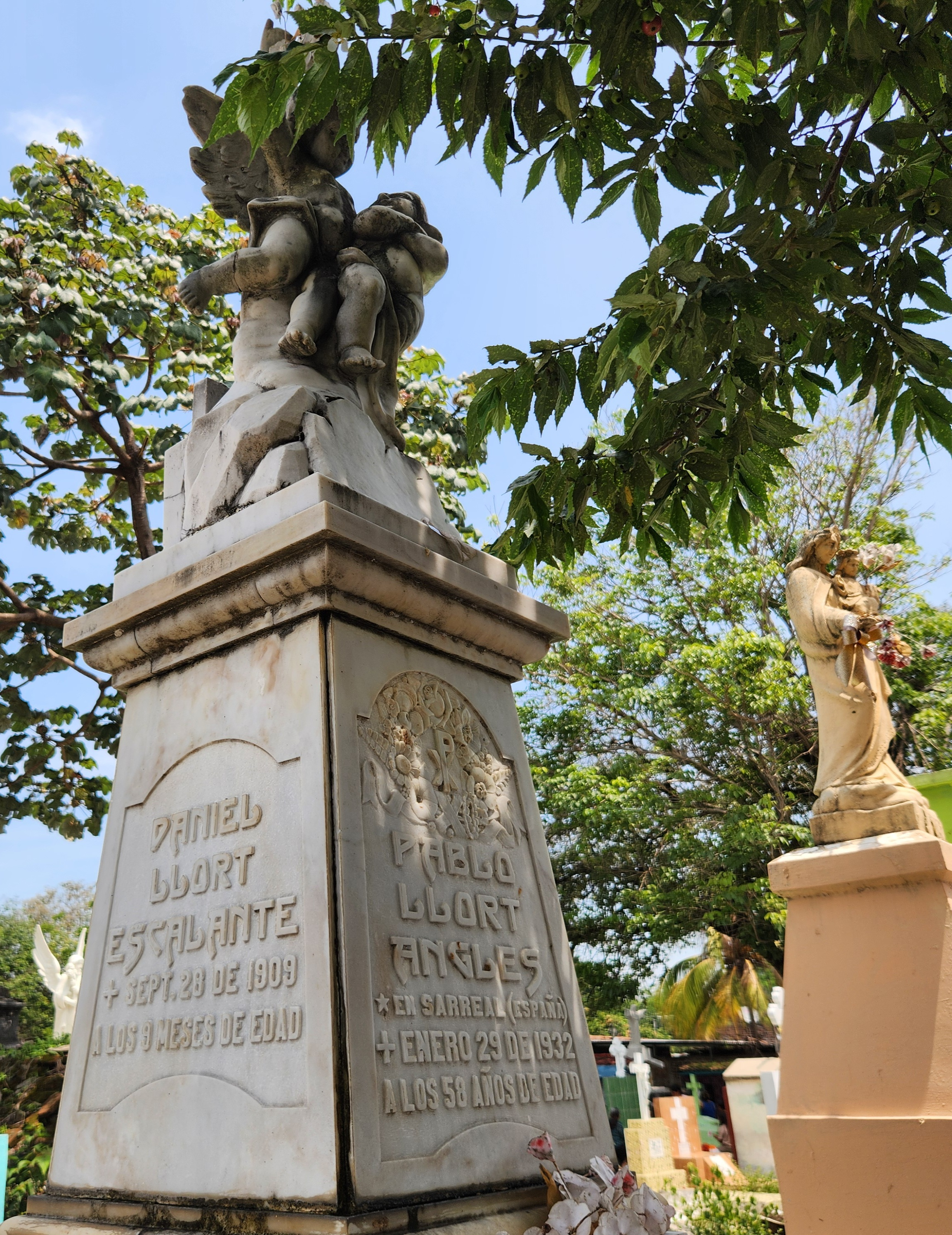
Tumba de Pablo Llort en Quezaltepeque